# أوشكول تاكست (تاكست)
أوشكول تاكست هو دُوَّار يقع بجماعة آيت امحمد، إقليم أزيلال، جهة بني ملال خنيفرة في المملكة المغربية. ينتمي الدوّار لمشيخة تاكست التي تضم 3 دواوير. يقدر عدد سكانه بـ 354 نسمة حسب الإحصاء الرسمي للسكان والسكنى لسنة 2004.

## روابط خارجية
- البوابة الوطنية للجماعات الترابية
- المندوبية السامية للتخطيط